# Jakob Peters-Messer
Jakob Peters-Messer (* 9. Januar 1963 in Viersen) ist ein deutscher Opernregisseur.

## Leben
Peters-Messer absolvierte das Studium der Musiktheaterregie in Hamburg und war ab 1987 vier Jahre Regieassistent von Götz Friedrich an der Deutschen Oper Berlin. Seit 1994 ist Peters-Messer als selbständiger Regisseur tätig.
Er arbeitete u. a. mit den Dirigenten Frank Beermann, Alan Curtis, René Jacobs, Konrad Junghänel, Jörg Halubek, Thomas Hengelbrock, Antony Hermus, Roland Kluttig, Antonello Manacorda, Riccardo Minasi, George Petrou, Sébastien Rouland, Andreas Spering, Christoph Spering und David Stern zusammen.

## Inszenierungen (Auswahl)
- Georg Philipp Telemann: Orpheus oder die wunderbare Beständigkeit der Liebe – Staatsoper Berlin
- Francesco Cavalli: La Didone
- Jan Müller-Wieland: Komödie ohne Titel – Uraufführung
- Dimitri Schostakowitsch: Die Nase
- Max von Schillings: Mona Lisa
- Jules Massenet: Grisélidis
- Pietro Mascagni: Iris
- Karol Szymanowski: König Roger
- Jeffrey Ching: Das Waisenkind – Theater Erfurt, Uraufführung
- Giacomo Meyerbeer: Vasco de Gama – Theater Chemnitz 2013
- Leonardo Vinci: Catone in Utica – Versailles Festival 2015

## Auszeichnungen
- 1990 Kritikerpreis der Berliner Zeitung
- 2010 Publikumspreis des Theaters Erfurt für die „Beste Oper der Spielzeit 2009/2010“ (Das Waisenkind)
- 2013 „Oper des Jahres“ in den Niederlanden (Tristan und Isolde, Nederlandse Reisopera)